# Казимеж-Дольны
Казимеж-Дольны (пол. Kazimierz Dolny) — город в Польше, входит в Люблинское воеводство, Пулавский повят. Имеет статус городско-сельской гмины. Занимает площадь 30,44 км². Население — 3584 человека (на 2006 год).

## История
В русской военной истории город стал известен после сражения произошедшего здесь 6 (18) апреля 1831 года в ходе Ноябрьского восстания между русским отрядом под командованием генерала Киприана Антоновича Крейца и польским войском под началом генерала Юлиана Серавского.
Административно входил в состав Ново-Александрийского уезда Люблинской губернии.

## Персоналии
- Квапишевский, Владислав (1882—1938) — польский архитектор.
- Прушковский, Тадеуш (1888—1942) — художник, первый почётный гражданин города Казимеж-Дольны (1938).

## Галерея

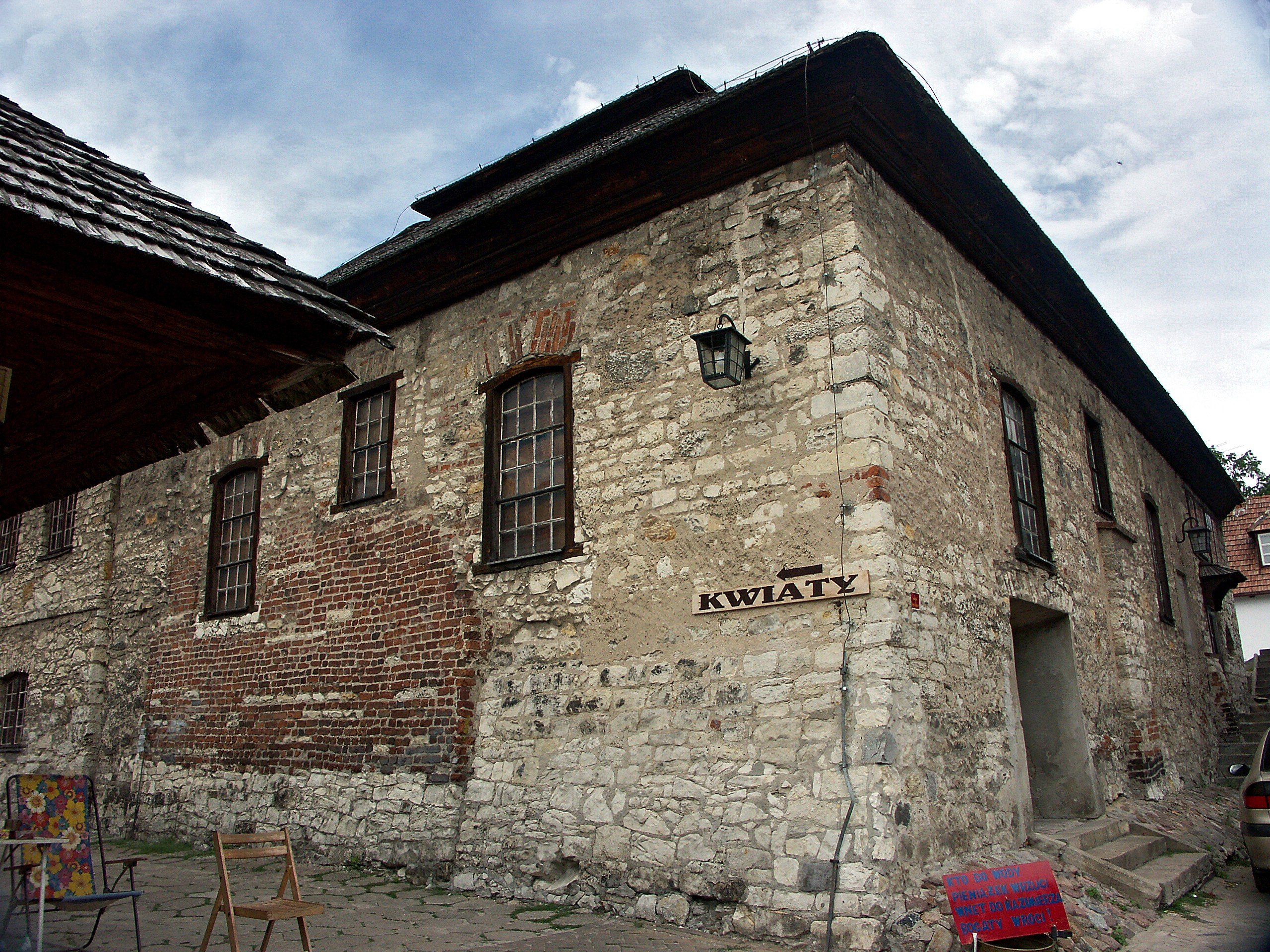
Синагога (XVIII век)
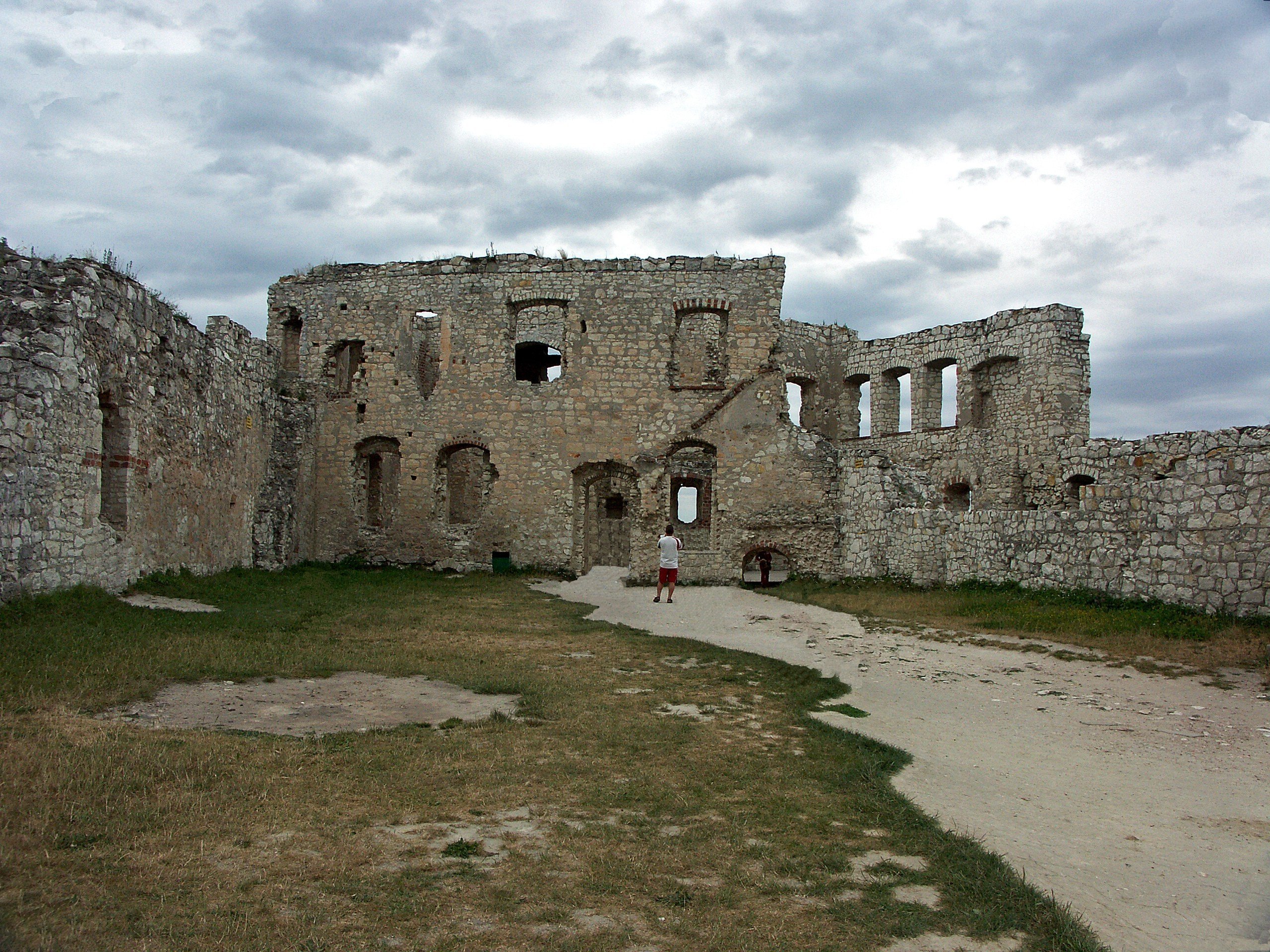
Руины замка
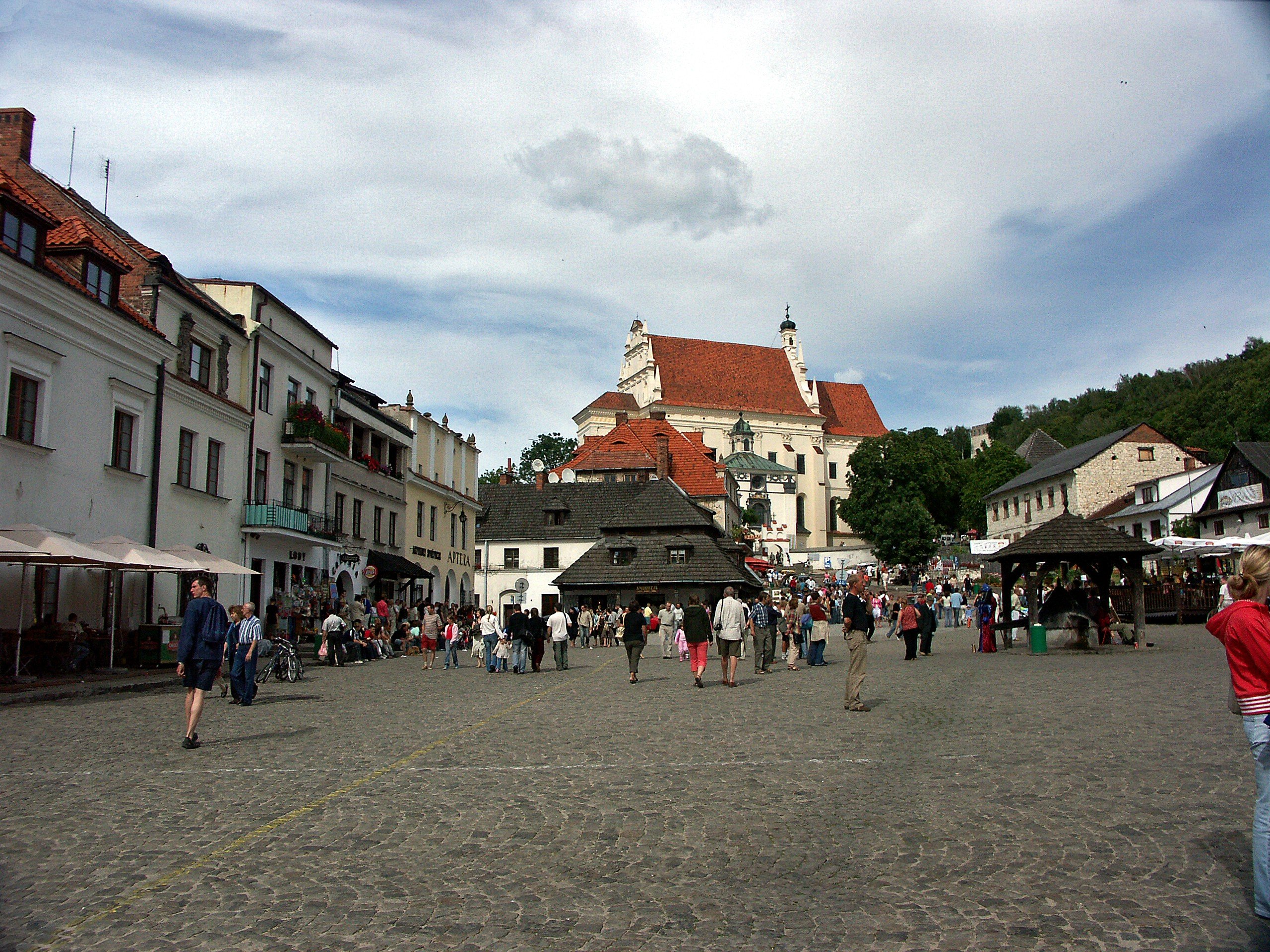
Рынок